# 誰かの願いが叶うころ
「誰かの願いが叶うころ」（だれかのねがいがかなうころ）は、2004年4月21日にリリースされた、宇多田ヒカルの13thシングル。

## 解説
- シングルとしては、前作「COLORS」以来、1年3ヶ月振り。
- 彼女の当時の夫・紀里谷和明が監督を務めた映画『CASSHERN』のテーマソングとして使用された。
- 宇多田としては珍しく、歌詞を先に書き上げた楽曲である。
- 今回はカップリング曲は収録されておらず、表題曲の一曲しか収録されていない。
- 歌詞に英語が入っておらず、伴奏がピアノ中心というシンプルなものに仕上がっている。これは彼女がこの楽曲の制作当時、英語詞アルバム制作の途中であり、息抜き的に「シンプルなものを作りたかった」からという理由である。
- ストリングスは生音のものを使用しようとしたが、重くなりすぎたため、プログラミングのものを使用した。そのためいくらか前衛的になったと語っている。また、本人曰く「大人な曲」になったとも。

## 収録曲
- 作詞・作曲・編曲 : 宇多田ヒカル

1. 誰かの願いが叶うころ(4:28)
2. 誰かの願いが叶うころ (Instrumental) (4:27)

## 誰かの願いが叶うころ (映像作品)
『誰かの願いが叶うころ』（だれかのねがいがかなうころ）は、2004年7月28日に発売された宇多田ヒカルのDVDシングル。

### 解説
- ライブDVD「Utada Hikaru in BudoKan 2004 ヒカルの5」と同時発売。
- DVDシングルとしては4枚目。出演者として、寺尾聰、樋口可南子、及川光博、要潤が出演している。全編モノクロ映像となっている。ジャケットはPVの撮影より拝借している。
- 累積11000枚を売り上げた。

### 収録曲
1. Making of 誰かの願いが叶うころ
2. 誰かの願いが叶うころ